# 彼得斯贝格 (黑森州)
彼得斯贝格（德語：Petersberg，發音：[ˈpeːtɐsˌbɛʁk]）是德国黑森州卡塞尔行政区富尔达县的市镇，面积35.51平方千米，2023年12月31日人口为16,375人。